# جيد كاري
جيد كاري (بالإنجليزية: Jade Carey)‏ هي لاعبة جمباز فني أمريكية، ولدت في 27 مايو 2000 في فينيكس في الولايات المتحدة.

## وصلات خارجية
- جادي كاري على موقع الاتحاد الدولي للجمباز (licence) (الإنجليزية)
- جادي كاري على موقع الاتحاد الدولي للجمباز (biography) (الإنجليزية)
- جادي كاري على موقع الاتحاد الأمريكي للجمباز (الإنجليزية)
- جادي كاري على موقع اللجنة الأولمبية الدولية (الإنجليزية)
- جادي كاري على موقع أوليمبيديا (الإنجليزية)
- جادي كاري على موقع اللجنة الأولمبية والبارالمبية الأمريكية (الإنجليزية)